# Vulnicura
Vulnicura es el octavo álbum de estudio de la cantante y compositora islandesa Björk. Fue lanzado el 28 de febrero de 2015 a través de One Little Indian Records. Fue producido por Björk, Arca y The Haxan Cloax y expresa, de acuerdo con las palabras de la cantante, sus sentimientos antes y después del quiebre de su relación amorosa con el artista Matthew Barney.
El lanzamiento del álbum estaba previsto para marzo de 2015 junto con lanzamiento del libro Björk: Archives y la inauguración de una exhibición de la carrera de Björk en el Museo de Arte Moderno de Nueva York (MoMA). Sin embargo, debido a una filtración en Internet, Vulnicura se lanzó en formato digital dos meses antes y no se lanzaron sencillos promocionales, aunque sí contó con una serie de videos que culminaron con Björk Digital, una exhibición de realidad virtual en 360°. El álbum recibió críticas positivas en varias publicaciones y muchos críticos lo consideraron como una de las producciones más honestas y personales de su carrera y el mejor trabajo de su carrera en los últimos diez años.
El 6 de noviembre de 2015 se lanzó Vulnicura Strings, un álbum que incluye interpretaciones "acústicas" de las canciones de Vulnicura y que utiliza la viola organista, un instrumento diseñado por Leonardo da Vinci en el siglo XV.
Hasta octubre de 2015, el álbum ha vendido 250.000 copias en todo el mundo.

## Antecedentes y desarrollo
Tras finalizar la gira que promocionaba su último proyecto musical, Biophilia, en la que se publicaron una serie de aplicaciones móviles e instrumentos creados específicamente para sus presentaciones en vivo, Björk expresó sus ganas de usar los mismos instrumentos en su siguiente proyecto. En una entrevista al periódico británico The Independent, Björk comentó que "tengo la fortuna de conocer a algunos de los mejores programadores de aplicaciones del mundo y cuento con instrumentos que puedo conectar directamente al iPad y puedo escuchar lo que sea que tenga. Parece lógico que trabaje en un álbum donde no necesito tres años de preparación. Pero, al mismo tiempo, es un proyecto un tanto extremo".
En mayo de 2013, la artista comentó al extinto periódico alternativo San Francisco Bay Guardian que se encontraba en las primeras fases de un nuevo álbum. Más tarde, ese mismo mes, comentó al periódico norteamericano San Francisco Chronicle que tenía "tantas canciones que ya estoy lista para algo próximo".
El 7 de octubre de 2014, Björk anunció en su página de Facebook que no asistiría al estreno de su concierto en vivo, Björk: Biophilia Live en el BFI London Film Festival debido a que estaba muy ocupada trabajando en el álbum y confirmó una fecha de lanzamiento para el año 2015. Más adelante, el productor británico The Haxan Cloak anunció en su cuenta de Twitter que había participado en el desarrollo del álbum y que había sido "un honor".
El 14 de enero de 2015, Björk publicó en su página de Facebook una nota escrita a mano que anunciaba el título del álbum, la lista de canciones y una fecha de lanzamiento para marzo de ese año. Vulnicura, el nombre elegido, significa "curación de heridas" (vulnus + cura) en latín. La cantante, además, lo consideró "más tradicional que Biophilia en cuanto a la composición. Es sobre lo que una persona puede enfrentar tras el término de una relación. Es sobre los diálogos que podemos tener en nuestras cabezas y en nuestros corazones, sobre los procesos de curación".
La composición de las canciones de Vulnicura se centran, principalmente, en arreglos de cuerda y en beats de música electrónica, por lo que significa un regreso al sonido que la caracterizó en su álbum Homogenic de 1997. En una entrevista con Pitchfork, Björk expresó que este trabajo con instrumentos de cuerda le sirvió para mantener su mente ocupada tras su quiebre amoroso: "La única forma en que podía lidiar con eso era escribiendo para instrumentos de cuerda, así que me dediqué a convertirme en una nerd del violín y a organizar todo para quince instrumentos de cuerda y así dar un paso más allá".
La productora venezolana Arca también participó en la producción de Vulnicura. La misma Björk se puso en contacto con ella luego de que su mánager le enviara el mixtape &&&&&&, del año 2013. La productora, eventualmente, fue la DJ de la fiesta que celebraba la culminación de la gira Biophilia y, más adelante, comenzó a trabajar con Björk. Arca describió que trabajar con la cantante fue una forma de "sanación" y comentó que "la forma en que ella existe como ser humano es una influencia en cómo yo existo como ser humano". Por su parte, Björk comentó que "fue un gran contraste, el proceso creativo más divertido que he tenido, con el tema de inspiración más trágico [...] Sólo estuve sentada al lado de Arca por semanas e hicimos el álbum completo. Es el que menos tiempo me ha tomado [...] Es una de esas locuras de la vida en que personas de estilos diferentes se encuentran y en que uno tiene mucho que aprender del otro".

## Lanzamiento y diseño de la portada
El 18 de enero de 2015, solo un par de días después de su anuncio oficial y dos meses antes de su lanzamiento oficial, se filtró en Internet una supuesta versión completa del álbum. Hasta la fecha no se había anunciado ni la fecha de lanzamiento ni la portada ni la colaboración de Anohni en la canción "Atom Dance", por lo que la filtración fue comparada con la que sufrió la cantante norteamericana Madonna el año anterior, cuando se filtraron varias demos de su álbum Rebel Heart antes de su lanzamiento oficial.
Finalmente, la fecha de lanzamiento de Vulnicura se adelantó para el 20 de enero en formato de descarga digital y ocupó la primera posición de iTunes en 30 países y estuvo siete días en la primera posición de dicha lista de álbumes.
El diseñado de la portada estuvo a cargo de M/M (Paris), quienes ya habían colaborado anteriormente con Björk. La portada que aparece en la versión digital del álbum fue diseñada por los fotógrafos Inez van Lamsweerde y Vinoodh Matadin, quienes comentaron que Björk "quería tener una herida en el área del corazón de una forma abstracta [...] Imaginen que son Mata Hari, una mujer seductora, pero que están heridos y que una atractiva tranquilidad los rodea". En la portada, Björk viste un traje de látex de color negro, luce una herida en el pecho y un decorado de plumas en la cabeza que había usado durante los últimos conciertos de su gira Biophilia. Björk aclaró que el personaje que aparece en la portada surgió poco después del lanzamiento de Biophilia. El color principal del diseño del álbum es amarillo, ya que Björk relaciona dicho color con el proceso de "sanación". La sesión de fotos se filmó y transformó, más adelante, en el video que acompañaba a la canción "Lionsong".
La portada de la versión física de Vulnicura estuvo a manos de Andrew Thomas Huang, mientras que la portada que aparece en la versión de lujo viene en la forma de un estuche de acetato y también se transformó en un video para la canción "Family". También se lanzó una versión limitada de dos LPs de neón de color amarillo para acompañar el relanzamiento de su discografía en versiones de vinilo para su retrospectiva en el MoMA.

## Recepción crítica
Vulnicura, por lo general recibió buenas críticas, en la plataforma de Metacritic recibió una puntuación de 87 de 100 basadas en 40 reseñas. Por otra parte, Heather Phares de Allmusic citó: “Vulnicura hace honor a su dolor y el camino necesario a través y lejos de la pérdida de algunos de sus más valiente, más desafiante, y la música más atractiva”, dándole como resultado 4 estrellas y media de cinco. Katy Empire de The Observer llamó “pesado, pero apasionante” a Vulnicura, también recitó que la canción Black Lake era un “vórtice de dolor y desafío” y Quicksand como “acusadora a Matthew Barney de visitar los pecados del padre en toda la línea femenina, desde Björk a su hija hasta cualquier hijas que podría tener.”, dándole como resultado 4 estrellas de cinco. El crítico Alex Petridis de The Guardian citó: “las letras no son lo mejor de Vulnicura— después de casi 40 minutos agitación emocional crudamente dibujado, hay algo discordante acerca su rompimiento de las metáforas de la física y excéntricos de tipo cartel lemas inspirados por el baile a través del dolor y el aprendizaje por amor a abrirse.” Cómo resultado le valió ser el álbum de la semana en The Guardian y obtener una puntuación de cuatro estrellas de cinco.
Will Hermes de la revista Rolling Stone afirmó que Vulnicura es un conjunto unificado de nueve oscuras, enjambradas, melódicamente distendidas canciones, y también “cualquiera que sea informado que, esta es la música más desgarradora que ella ha hecho.” El resultado de esta crítica le valió 4 de 5 estrellas. Sam C. Mac de Slant Magazine describió el álbum cómo “un sentimiento de añoranza romántica directa” además de opinar de Björk como “una cantante fascinada por las fuerzas mensurables que mueven a las personas y el mundo que los rodea.” dándole un resultado mixto de tres estrellas de cinco. Por otra parte Michael Tedder de SPIN reconoció a Vulnicura cómo un álbum que “no es sólo su trabajo más centrado en más de una década, sino su primera vez en un tiempo más dirigido al corazón que la cabeza.”' Los resultados, fueron un 8 de 10.

## Lista de canciones
Todas las canciones son escritas y compuestas por Björk, a excepción de las que están marcadas.
| N.º | Título               | Letras                      | Música       | Producer(s)                | Duración |  |
| 1.  | «Piedra lechera»     |                             |              |                            | 6:49     |  |
| 2.  | «Lionsong»           |                             |              | Björk Arca                 | 6:08     |  |
| 3.  | «History of Touches» |                             |              | Björk Arca                 | 3:00     |  |
| 4.  | «Black Lake»         |                             |              | Björk Arca                 | 10:08    |  |
| 5.  | «Family»             |                             | Björk Arca   | Björk Arca The Haxan Cloak | 8:02     |  |
| 6.  | «Notget»             |                             | Björk Arca   | Björk Arca                 | 6:26     |  |
| 7.  | «Atom Dance»         | Björk Oddný Eir Ævarsdóttir |              | Björk Arca                 | 8:09     |  |
| 8.  | «Mouth Mantra»       |                             |              | Björk Arca                 | 6:09     |  |
| 9.  | «Quicksand»          |                             | Björk Spaces |                            | 3:45     |  |

## Posicionamiento en listas y ventas
| País (Lista)                                      | Mejor posición |
| ------------------------------------------------- | -------------- |
| Alemania (Offizielle Top 100)                     | 11             |
| Australia (ARIA)                                  | 26             |
| Austria (Ö3 Austria Top 40)                       | 19             |
| Bélgica (Ultratop Flanders)                       | 12             |
| Bélgica (Ultratop Wallonia)                       | 4              |
| Canadá (Billboard Canadá)                         | 12             |
| Corea del Sur (GAON)                              | 50             |
| Croacia (IFPI Croacia)                            | 42             |
| Croacia International Albums (IFPI Croacia)       | 4              |
| Dinamarca (MegaCharts)                            | 3              |
| Escocia (OCC Scotland)                            | 19             |
| España (PROMUSICAE)                               | 16             |
| Estados Unidos Independent Albums (Billboard 200) | 3              |
| Estados Unidos Alternative Albums (Billboard 200) | 5              |
| Estados Unidos Rock Albums (Billboard 200)        | 6              |
| Estados Unidos Digital Albums (Billboard 200)     | 8              |
| Estados Unidos Top Albums Sales (Billboard 200)   | 15             |
| Estados Unidos Tastemakers Albums (Billboard 200) | 4              |
| Estados Unidos Vinyl Albums (Billboard 200)       | 2              |
| Estados Unidos (Billboard 200)                    | 20             |
| Finlandia (Finlandia Top 50)                      | 8              |
| Francia (SNEP)                                    | 10             |
| Hungría (MAHASZ)                                  | 22             |
| Irlanda (IRMA)                                    | 12             |
| Irlanda Independent Albums (IRMA)                 | 2              |
| Islandia (Tónlist)                                | 1              |
| Italia (FIMI)                                     | 25             |
| Japón (Oricon)                                    | 30             |
| Noruega (VG-lista)                                | 4              |
| Nueva Zelanda (RMNZ)                              | 30             |
| Países Bajos (MegaCharts)                         | 10             |
| Polonia (ZPAV)                                    | 48             |
| Reino Unido Top 100 (OCC)                         | 11             |
| Reino Unido Album Downloads Top 100 (OCC)         | 5              |
| Reino Unido Independent Albums Top 50 (OCC)       | 3              |
| República Checa (IFPI Checa)                      | 8              |
| Rusia (Russian Music Charts)                      | 3              |
| Suecia (Sverigetopplistan)                        | 26             |
| Suiza (Schweizer Hitparade)                       | 9              |
| Taiwan International Albums (G-Music)             | 10             |

| País                  | Ventas |
| --------------------- | ------ |
| Australia (ARIA)      | 3.000  |
| Estados Unidos (RIAA) | 56.381 |
| Francia (SNEP)        | 18.800 |
| Islandia (Tónlist)    | 1.799  |
| Japón (Oricon)        | 7.085  |
| Reino Unido (OCC)     | 26.426 |

| País    | Ventas  |
| ------- | ------- |
| Mundial | 176.000 |